# غراند تيتون
غراند تيتون هو أعلى جبل يقع في متنزه غراند تيتون الوطني  شمال غرب وايومنغ،الولايات المتحدة.